# Michael Teschl
Michael Teschl (Aarhus, 30 juni 1971) is een Deens zanger.
In september 1995 verscheen zijn debuutalbum; This is how you fall in love. In maart 1998 volgde Moving on.
Samen met Trine Jepsen won hij de Dansk Melodi Grand Prix in 1999 met het lied Denne Gang. Hij mocht naar het Eurovisiesongfestival in Jeruzalem en vanaf dat jaar gold de vrije taalregel daarom kozen ze ook voor de Engelse versie This time I mean it. Ze werden achtste.